# Liste der Flüsse im Sudan

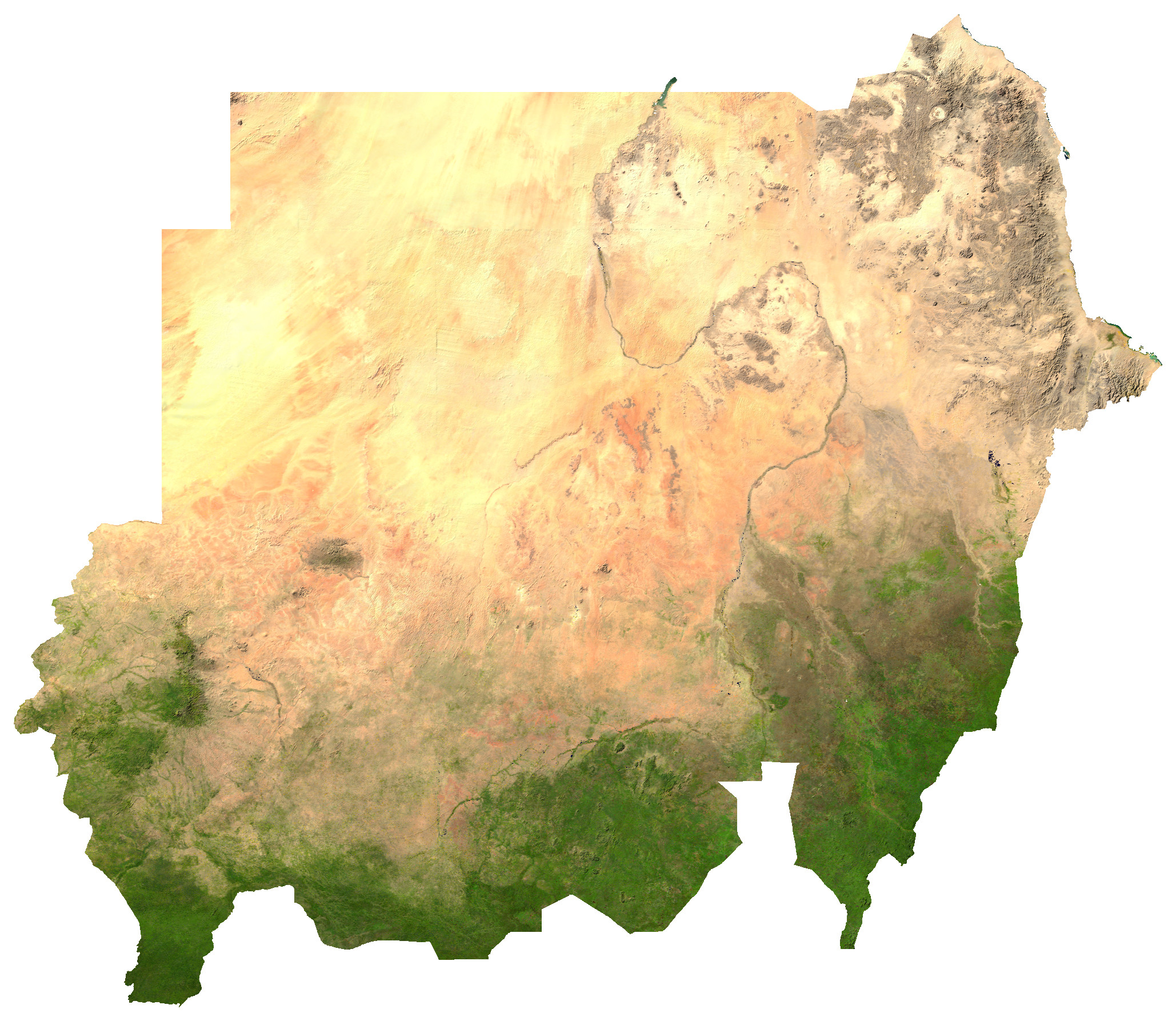
Satellitenaufnahme des Sudan, mit dem feuchteren Süden und dem trockenen Norden

Klimazonen im Sudan

Dies ist eine Liste der Flüsse im Sudan. Aus hydrologischer Sicht ist der Sudan überwiegend vom Nil beeinflusst. Der größte Teil des ostafrikanischen Landes befindet sich in seinem Einzugsgebiet. Allerdings verliert der Nil im Sudan in erster Linie auf Grund des Wüstenklimas Wasser. Fast alles Wasser kommt entweder aus dem äquatorialen Afrika oder Äthiopien.
Daneben gibt es einige Küstenflüsse, die aber zumeist auf Grund der hohen Aridität trocken sind. Im Westen des Landes gibt es Verbindungen zum Tschadbecken und zu anderen endorheischen Becken.

## Nil

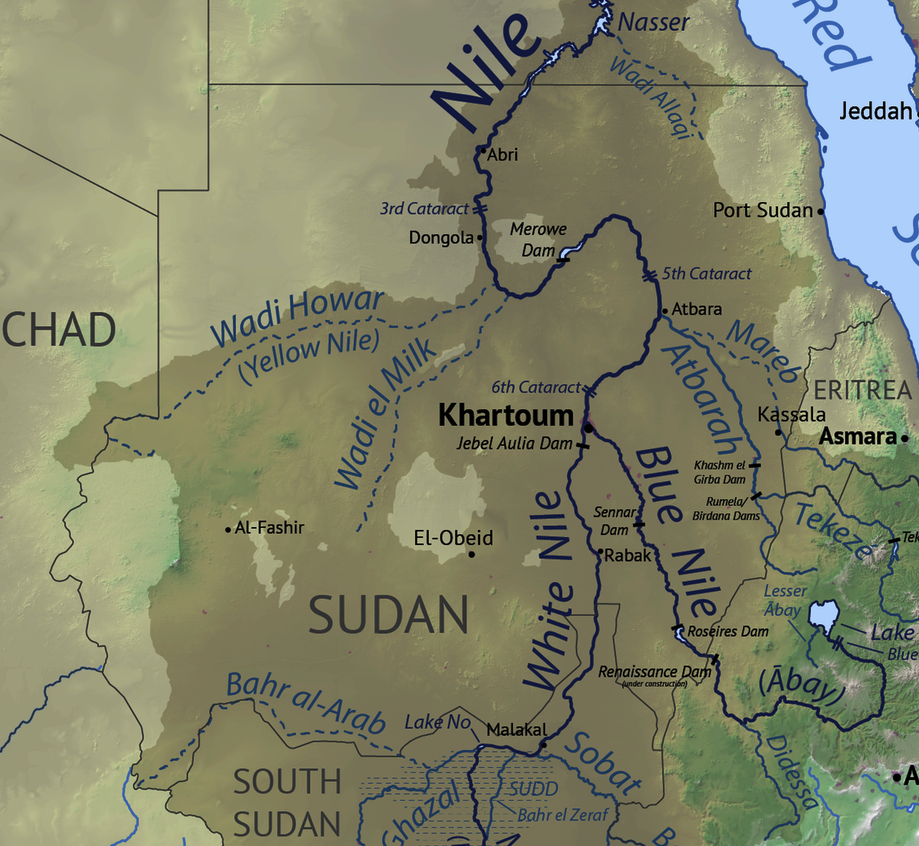
Einzugsgebiet des Nil im Sudan

- Wadi Abu Dom
- Wadi el-Melek
- Wadi Howar
- Wadi Muqaddam

### Weißer Nil
- über Bahr al-Ghazal (Südsudan)

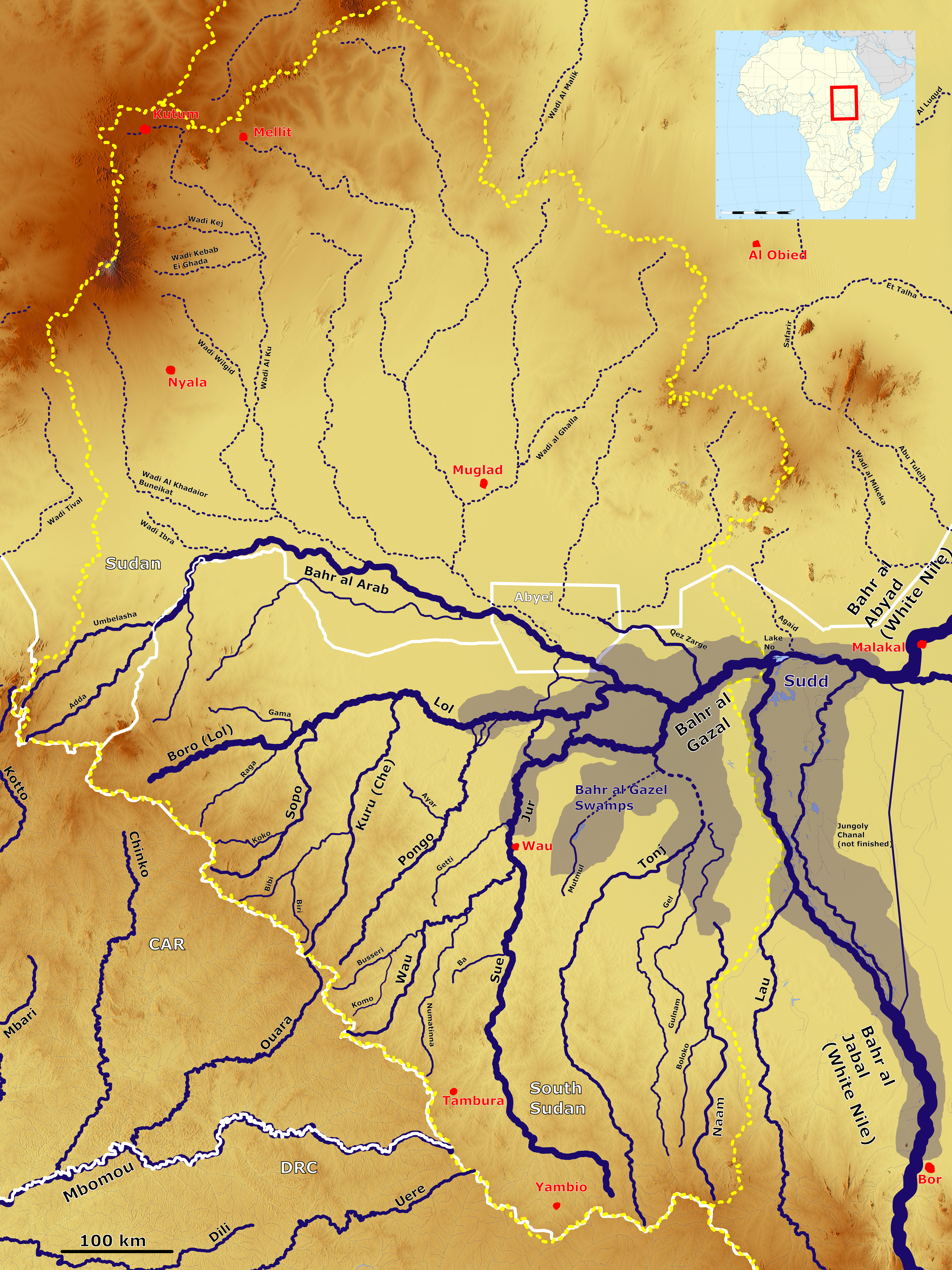
Das Einzugsgebiet des Bahr al-Ghazal

  - Bahr al-Arab (über Bahr al-Ghazal)
    - Adda (Kafia Kingi)
    - Umbelasha (Kafia Kingi)
    - Wadi Ibra
    - Wadi Al Khadaior Buneikat
      - Wadi Al Ku
        - Wadi Kej
        - Wadi Kebab Ei Ghada
        - Wadi Wilgid

    - Wadi al Ghalla
    - Qez Zarge
- Agaid
- Wadi al Mikeka
- Abu Tuleih
- Et Talha
  - Safarir
- Al Luqud
  - Buheir
- Ader

### Atbara

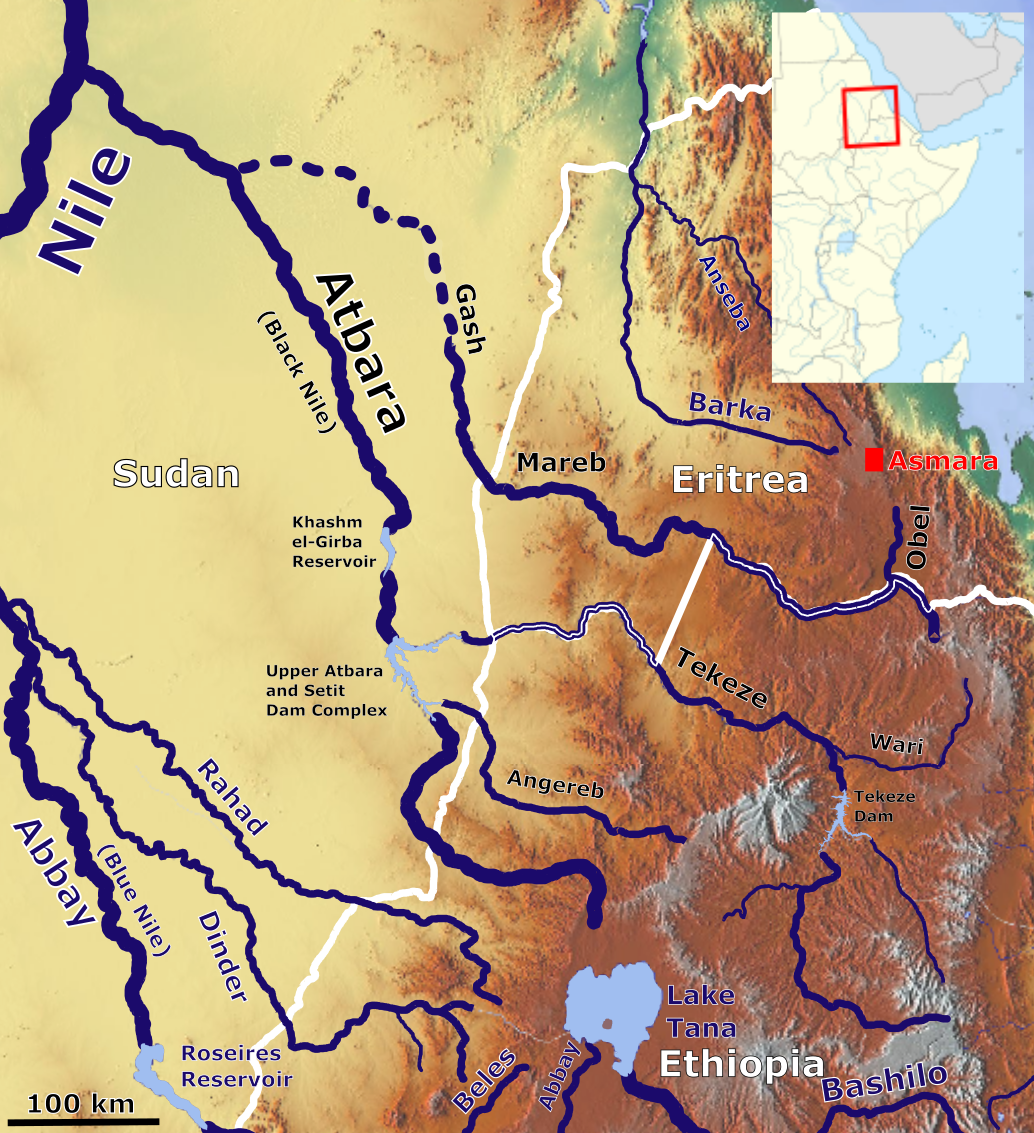
Das Einzugsgebiet des Atbara

- Mareb (Gasch)
- Angereb
- Tekeze-Setit

### Blauer Nil
- Dinder
- Rahad

## Rotes-Meer-Zuflüsse
- Barka

## Tschadsee-Zufluss

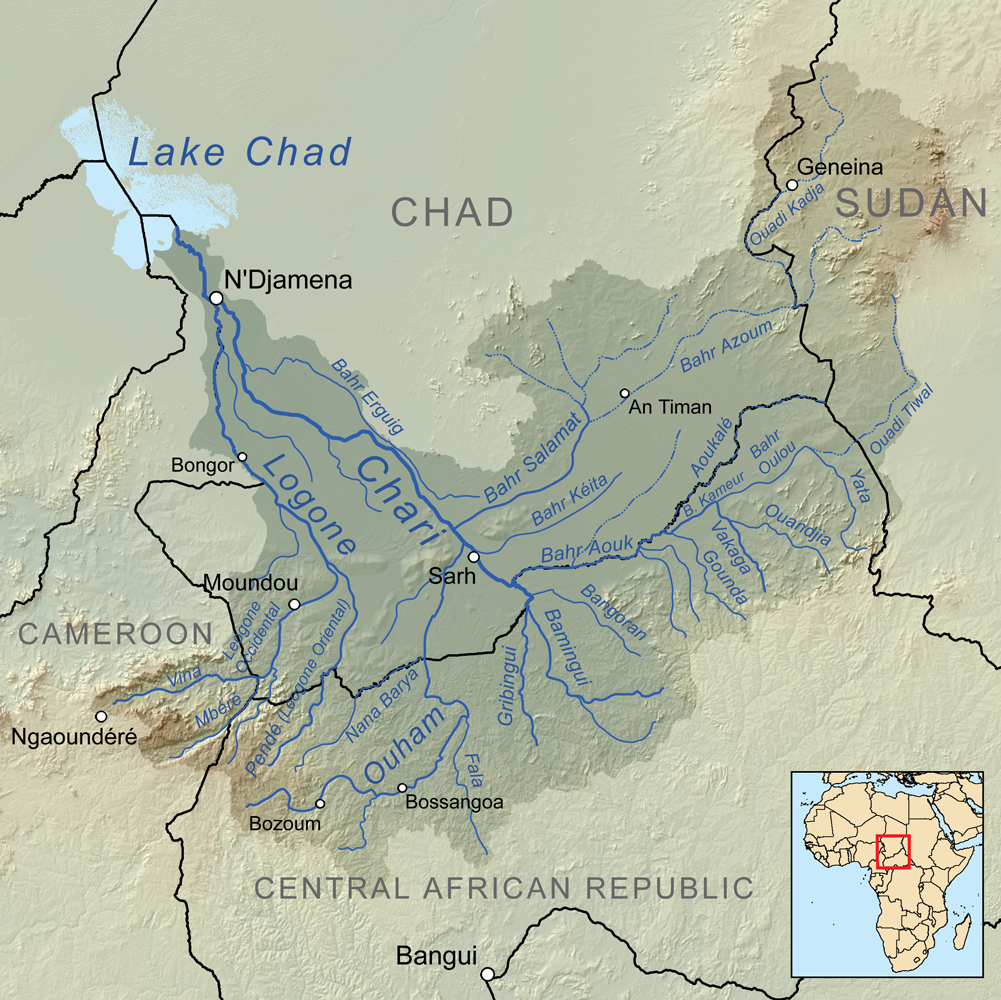
Das Einzugsgebiet des Schari

- Salamat
  - Wadi Kadja
- Wadi Tiwal